# 靈渡山
靈渡山又稱圓頭山，位於新界屯門，屬於青山山脈，與杯渡山合稱杯靈雙渡，相傳在南北朝年代，杯渡禪師曾駐於此，兩座山峰下有杯渡寺與靈渡寺。是行山人士喜愛的郊遊熱門路線。